# Matt Ryan (Eishockeyspieler)
Matthew „Matt“ Ryan (* 12. November 1983 in Sharon, Ontario) ist ein kanadischer Eishockeyspieler.

## Karriere
Ryan begann seine Karriere 2001 im Team der Niagara University, mit der er fortan in der US-amerikanischen Collegeliga College Hockey America spielte. Der Rechtsschütze beendete sein Studium nicht und wechselte stattdessen während der Saison 2002/03 in die kanadischen Juniorenliga Ontario Hockey League zu den Guelph Storm. Bereits in seiner zweiten Saison in Guelph, gewann er mit dem Storm den J. Ross Robertson Cup, die Meisterschaft der OHL. Ryan kam in 90 Partien zum Einsatz und konnte dabei 96 Scorerpunkte erzielen. Somit hatte er großen Anteil am Erfolg der Mannschaft.
Anschließend schloss er sich zur Saison 2004/05 den Manchester Monarchs, dem Farmteam der Los Angeles Kings, aus der American Hockey League an. Der gelernte Stürmer zeigte in der Folgezeit gute Leistungen und konnte sich kontinuierlich steigern. Schließlich bekam er während der Spielzeit 2005/06 die Chance, sich in der NHL bei den Kings zu beweisen. Ryan kam in 12 Spielen zum Einsatz und erzielte einen Assist. Folglich stand er wieder im Kader der Monarchs.
Nachdem er sich letzten Endes kaum noch Chancen auf ein dauerhaftes Engagement in der NHL ausrechnete, forcierte er im Sommer 2008 einen Wechsel nach Europa. Dort wurden die Verantwortlichen der Augsburger Panther auf den damals 25-jährigen aufmerksam und statteten ihn mit einem Vertrag aus. Matt Ryan spielte dementsprechend in der Saison 2008/09 und 2009/10 für die Panther aufs Eis gehen. Für die Saison 2010/11 unterschrieb Ryan einen Vertrag beim Villacher SV. Es folgte der Wechsel nach Schweden, wo er beim IK Oskarshamn in der zweithöchsten Spielklasse unterschrieb. In der Saison 2012/13 verstärkte er den italienischen Aufsteiger Milano Rossoblu.

## Erfolge und Auszeichnungen
- 2004 J.-Ross-Robertson-Cup-Gewinn mit den Guelph Storm

## Statistik
(Stand: Ende der Saison 2009/10)